# Jönnek a kacsák
A Jönnek a kacsák (eredeti cím: Duck Duck Goose) 2018-ban bemutatott kínai–amerikai 3D-s számítógépes animációs film.
Az animációs játékfilm rendezője Chris Jenkins, producerei Penney Finkelman Cox és Sandra Rabins. A forgatókönyvet Rob Muir, Chris Jenkins, Scott Atkinson és Tegan West írta, a zenéjét Mark Isham szerezte. A mozifilm a Original Force Animation, Wanda Media Co., Ltd és a Jiangsu Yuandongli Computer Animation Co. Ltd gyártásában készült, a GEM Entertainment, a Film & TV House és a Netflix forgalmazásában jelent meg. Műfaja zenés filmvígjáték.
Kínában 2018. március 9-én, Amerikában 2018. július 20-án, Magyarországon 2018. április 19-én mutatták be a mozikban.

## Szereplők
| Szereplő | Eredeti hang    | Fajta           |
| -------- | --------------- | --------------- |
| Peng     | Jim Gaffigan    | Kínai hattyúlúd |
| Chi      | Zendaya         | Kacsa           |
| Chao     | Lance Lim       | Kacsa           |
| Banzou   | Greg Proops     | Pusztai macska  |
| Jinjing  | Natasha Leggero | Liba            |
| Frazier  | Stephen Fry     | ?               |
| Giles    | Craig Ferguson  | ?               |
| Larry    | Carl Reiner     | Teknősbéka      |
| Edna     | Jennifer Grey   | Csirke          |
| Carl     | Reggie Watts    | Mókus           |
| Bing     | Diedrich Bader  | Liba            |
| Stanley  | Rick Overton    | Kakas           |